# Parc des Palmiers
Le parc des Palmiers est un projet qui a été lancé en 1998. C’est à cette époque que l’idée de réaliser, au Tampon, un vaste parc consacré exclusivement à la grande famille des palmiers est née. L’ouverture de ce complexe encore inachevé est intervenue début janvier 2010. Aménagé sur des terrains ayant autrefois servi à la culture de la canne à sucre, le parc est situé en bordure du chemin de Dassy, aux Trois Mares, et à l’angle de la rue Baudelaire. D’une superficie actuelle de près de 3 ha, il s’étendra à terme sur plus de 20 ha. Il sera essentiellement consacré aux palmiers. On devrait y dénombrer 500 espèces différentes sur les 2 800 existantes, et plus de 2 000 palmiers ont déjà été mis en terre.
Il accueillera des aires de pique-nique, des restaurants, un espace exposition-conférence et une pépinière où les visiteurs pourront acheter des palmiers.
Une pépinière à palmiers, proche du parc, est opérationnelle depuis le début de l’année 2000 ; cette pépinière est, aujourd’hui, riche de plus de 30 000 plants. 

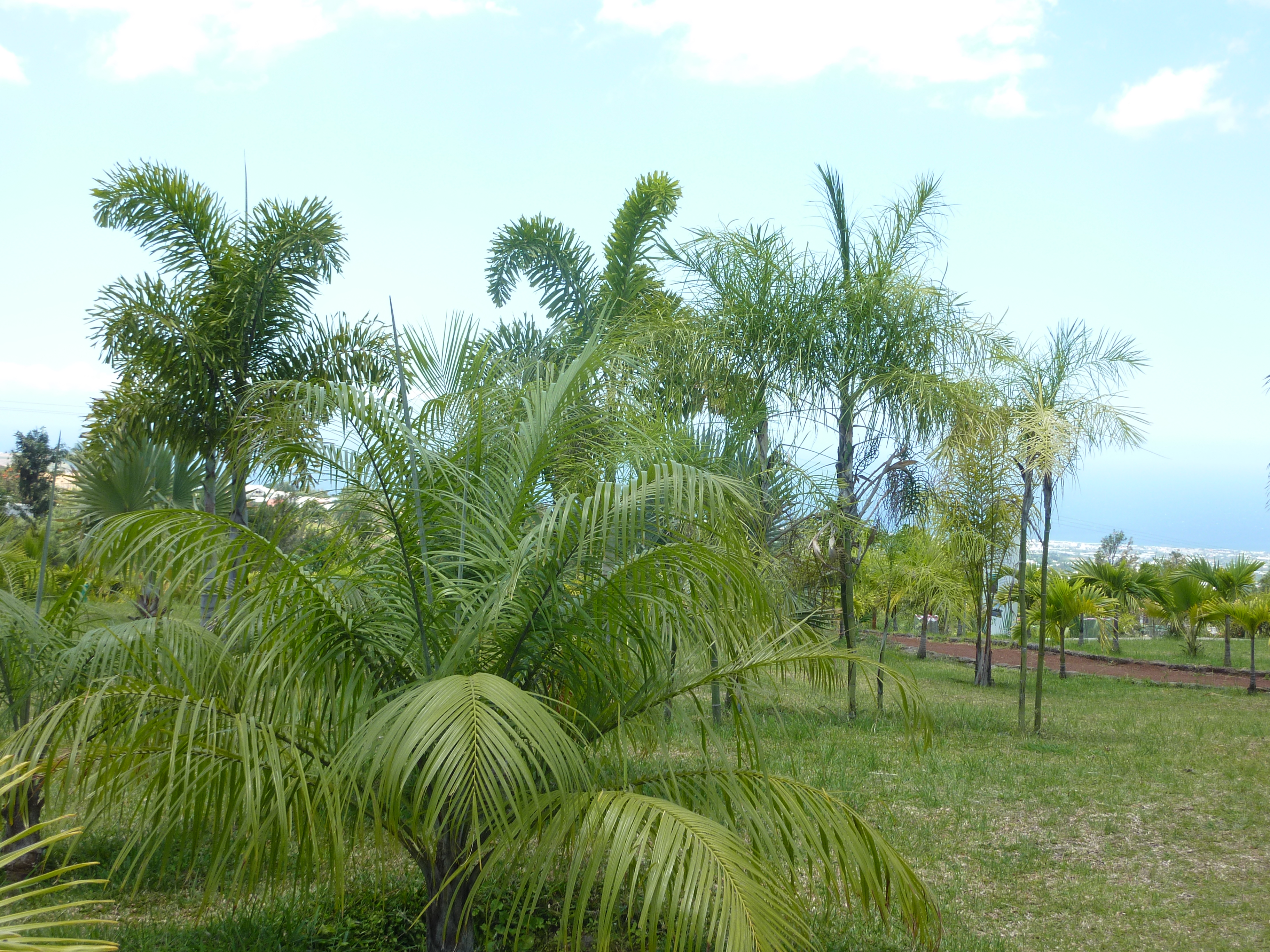